# Ліпулі (футбольний клуб)
Футбольний клуб «Ліпулі» або просто Ліпулі (англ. Lipuli Football Club) — професіональний танзанійський футбольний клуб з міста Іринга. У сезоні 2016/17 років завоювала путівку до Першого дивізіону чемпіонату Танзанії. Домашні матчі проводять на стадіоні «Самора», який вміщує 5000 глядачів. Основна форма клубу — червоні сороки з білим коіром.